# ¡Entrenando por amor!
¡Entrenando por amor! (en hangul, 24시 헬스클럽; romanización revisada, 24si Helseukeulleop; literalmente, «Gimnasio abierto las 24 horas») es una serie de televisión surcoreana escrita por Kim Ji-soo, dirigida por Park Jun-soo y Choi Yeon-soo, y protagonizada por Lee Jun-young y Jung Eun-ji. Es una comedia romántica en doce capítulos que se emite por el canal KBS2 desde el 30 de abril hasta el 5 de junio de 2025, en horario de miércoles y jueves a las 21:50 (hora local coreana). También está disponible internacionalmente en las plataformas Viu y Viki.

## Sinopsis
Lee Mi-ran trabaja como empleada de una agencia de viajes. Está pasando por una mala época, debido a una ruptura amorosa, y para distraerse un poco y olvidar su dolor se inscribe en un pequeño gimnasio abierto las 24 horas del día, aunque no tiene la menor experiencia sobre el ejercicio físico. El dueño del gimnasio es Do Hyeo-joong, un antiguo físicoculturista que tras ganar los premios más codiciados de la disciplina desapareció por completo de la escena profesional. Sin embargo, a pesar de los múltiples retos asociados con administrar un gimnasio moderno, Hyeon-joong se mantiene fiel a su labor. Mi-ran empieza a sentirse atraída por la atención con que Hyeon-joong se dedica a la salud y bienestar de los clientes del gimnasio.

## Reparto

### Principal
- Lee Jun-young como Do Hyeon-joong, un culturista de categoría mundial que, después de ganar el título de Mr. Olympia, el sueño de todo entusiasta del fitness, de repente desapareció de la escena profesional, y se hizo cargo de un antiguo gimnasio, donde es también entrenador de sus clientes.[2][3]
- Jung Eun-ji como Lee Mi-ran, agente del equipo de desarrollo y planificación de productos de una gran agencia de viajes. Es una novata del gimnasio que comenzó a entrenarse para superar un trauma amoroso; comenzó así un programa de gestión deportiva para cambiar su cuerpo y su vida,  pero acabó enfrentándose a una prueba aun mayor que la que dejaba atrás.[2][4]

### Secundario

#### Gente del gimnasio
- Lee Mi-do como Choi Ro-sa, una entrenadora y clienta habitual del gimnasio, con un cuerpo sólido y esculpido que no deja adivinar sus cuarenta años, y con mucha mano izquierda para tratar con clientes difíciles.[5][6]
- Lee Seung-woo como Alex, empleado y mascota del gimnasio, que sigue a su jefe como si fuera un culto religioso.[5]
- Park Sung-yeon como Im Seong-im, la cabecilla del Trío de Brujas, clienta del gimnasio desde hace diez años.[5][7]
- Lee Ji-hye como Yoon Bu-young, la fiel servidora del Trío de Brujas.[5]
- Hong Yun-hwa como Park Dul-hee, la más joven del Trío de Brujas.[5][8]
- Choi Moo-sung como Dong Han-cheol, exgerente del gimnasio, y el hombre que cambió la vida de Hyeon-joong cuando era un niño desmedrado y débil.[9]

#### Viajes Susu
- Jeong Wook-jin como Yeom Jun-seok, el exnovio de Mi-ran; trabajó como líder de equipo con ella y se convirtieron en una pareja interna, pero cuando rompieron se mudó a otro equipo.[10]
- Nam Gyu-hee como Kim Ye-jin, colega de Mi-ran, con la que entró en la empresa al mismo tiempo. Es lo opuesto a Mi-ran en casi todo, y tal vez se siente inferior a ella; la rivalidad entre ambas es inevitable.[11]
- Heo Jeong-do como Park Jun-bae, jefe del equipo de planificación y desarrollo. Se preocupa y apoya en secreto a Mi-ran, diciendo que tiene algo en común con ella porque ella entiende sus sentimientos y lo acepta perfectamente.[12]
- Kwon Hae-woo como Yang Jae-sik, empleado del equipo de planificación y desarrollo, que extrañamente se pone del lado de Ye-jin frente a Mi-ran.[12]
- Shin Min-seo como Shin Su-yeon, empleada del equipo de planificación y desarrollo, que por el contrario, en secreto, toma partido por Mi-ran frente a Ye-jin.[12]

#### Amigos y familiares
- Kim Kwon como Lee Ro-yi (Lee Bong-won), gerente del gimnasio Ro-yi, que cree que nadie sabe mejor que él qué clase de persona es verdaderamente Do Hyeon-joong. Y es que si en otro tiempo fue amigo suyo, después decidió demostrar que era mejor que él, y abrió un gran gimnasio deliberdamente al lado del establecimiento medio ruinoso de Hyeon-joong.[13][14][15]
- Lee Da-eun como Lee Ji-ran, la alborotadora hermana menor de Mi-ran, con la que vive mientras sale con su poco atlético novio, Kang Dan.[16][17]
- Lee Sang-jin como Kang Dan, el novio de Ji-ran, apenas 50 kg para 186 cm de altura, un rostro pálido y una mirada mortecina.[17]
- Park Hae-in como Kang Sol, escritora. Su ensayo publicado, Nunca hay un final triste, se convirtió en un éxito de ventas instantáneo, y su canal de YouTube, que comenzó por aburrimiento, ahora tiene un millón de suscriptores.

#### Otros personajes
- Hyun Joo-ni como Ji-ho.
- Jang Ji-yu.
- Choi Jae-seop como el marido de Seong-im, que le descubre en un restaurante con otra mujer y decide vengarse de él.

### Apariciones especiales
- Kim Jun-hyun.[9]
- Jo Jung-chi como Kang Cheol-nam, un nuevo cliente del gimnasio que rechaza las ofertas de comida de Do Hyeon-joong (ep. 3).[18]
- Yun Sung-bin.[9][19]
- Yang Chi-seung.[9]
- Jeong Dae-jin.[9]
- Cha Yu-jin como la madre de Mi-ran y Ji-ran.
- Lim Se-young como presentador del programa.
- Han So-hyun como la madre del bebé.

## Banda sonora original
Leeway Music & Media lanzó el 15 de mayo el primer tema de la banda sonora original de la serie, I Can't Stop This Feeling del cantante Sweet the Kid.

## Producción
¡Entrenando por amor! está dirigida por Park Jun-soo y Choi Yeon-soo, escrita por Kim Ji-soo, y producida por CJ ENM STUDIOS, Bon Factory, Monster Union y Keyeast. La inspiración para escribir el guion la encontró Kim Ji-soo en su propia familia: «mi esposo dirige un gimnasio, así que a menudo escucho historias de él y he aprendido que los miembros van al gimnasio por sus propios objetivos»; aunque lo que todos buscan en última instancia es vivir un poco mejor: «me pareció genial que la gente entrenara mientras gritaba de dolor para ser feliz». Kim eligió las expresiones 'empatía', 'crecimiento' y 'romance en el gimnasio' como las tres claves de la obra. Y añadió: «no se trata de una historia sobre un cuerpo delgado y bonito que a otros les gusta ver, sino de un cuerpo sano que cuida y ama su propia vida. Quiero enfatizar que esta no es una historia sobre ser amado por tener un cuerpo estupendo».
El 31 de julio de 2024 las agencias de Lee Jun-young, Billions, y de Jung Eun-ji, IST Entertainment, confirmaron que sus representados actuarían juntos como los protagonistas masculino y femenino de la nueva serie. También se conoció entonces el nombre del director Park Jun-soo.

### Promoción
El 18 de marzo de 2025 se difundieron imágenes de la lectura del guion. El 20 de abril el equipo de producción distribuyó algunas imágenes tomadas durante el rodaje de la serie, junto con comentarios de algunos miembros del reparto. El 29 del mismo mes se presentó la producción en una conferencia celebrada en The Saint en Guro-gu, Seúl, a la que asistieron el director Park Jun-soo y los actores Lee Ji-hye, Hong Yoon-hwa, Park Sung-yeon, Lee Jun-young, Jung Eun-ji, Lee Mi-do y Lee Seung-woo.

## Audiencia
¡Entrenando por amor! arrancó con un 1,8 % nacional de audiencia, dato inferior al primer episodio de la serie a la que sucedía (el 2,7 % de Villains Everywhere), aunque algo superior al último de esta, que apenas había llegado al 1,4 %. El tercer episodio mostró una caída, con el 1,5 %, y a partir de ahí siguió una trayectoria descendente. A falta de los dos últimos episodios, ninguno de ellos había logrado rebasar la barrera del 2 %. Estos malos resultados ponían en discusión la política del canal KBS de presentar dramas ligeros y divertidos, al estilo de comedias de situación, los miércoles y jueves, tal y como había anunciado a principios de ese año. Desde entonces, Kick Kick Kick Kick había registrado datos inferiores al 1 %, y Villains Everywhere apenas había mejorado, pues se movió en el rango del 1 %.
Más halagüeña era, por otra parte, la situación en las plataformas OTT: ¡Entrenando por amor! ocupó el primer lugar en el Drama TOP 20 de Wavve el jueves 15 de mayo y se estableció asimismo en los puestos superiores del Today's Korea TOP 10 en el servicio Disney+. Fue la número uno en FriDay Video, plataforma taiwanesa, y se situó entre las tres primeras en Rakuten Viki, donde, además, fue la primera por dos semanas consecutivas en ochenta y dos países, incluidos Brasil, México, el Reino Unido, Francia y Arabia Saudita.
| Episodio | Fecha de emisión    | Índices de audiencia (Nielsen Korea) |
| --- | ------------------- | ------------------------------------ |
| 1 | 30 de abril de 2025 | 1,8 % (26.ª)                         |
| 2 | 1 de mayo de 2025   | 1,8 % (36.ª)                         |
| 3 | 7 de mayo de 2025   | 1,5 % (29.ª)                         |
| 4 | 8 de mayo de 2025   | 1,7 % (28.ª)                         |
| 5 | 14 de mayo de 2025  | 1,1 % (33.ª)                         |
| 6 | 15 de mayo de 2025  | 1,3 % (33.ª)                         |
| 7 | 21 de mayo de 2025  | 1,1 % (35.ª)                         |
| 8 | 22 de mayo de 2025  | 1,2 % (35.ª)                         |
| 9 | 28 de mayo de 2025  | 1,0 % (37.ª)                         |
| 10 | 29 de mayo de 2025  | 1,1 % (35.ª)                         |
| 11 | 4 de junio de 2025  | 0,7 % (50.ª)                         |
| 12 | 5 de junio de 2025  | 1,0 % (43.ª)                         |
| Promedio | Promedio            | 1,3 %                                |
| - En la tabla superior, los números azules representan las calificaciones más bajas y los números rojos representan las más altas. |                     |                                      |